# Lisia Góra (Petite-Pologne)
Pour les articles homonymes, voir Lisia Góra.
Lisia Góra est une localité polonaise, siège de la gmina de Lisia Góra, située dans le powiat de Tarnów en voïvodie de Petite-Pologne.